# Pinocchio (chanteur virtuel)
 (octobre 2019).
Pour les articles homonymes, voir Pinocchio (homonymie).
Pinocchio est un chanteur virtuel d'animation 3D de chanson pour enfants. Il est lancé par le titre T'es pas cap Pinocchio, arrivé 2e du Top 50 en France. Suivent les singles Pinocchio en hiver (Kalinka), Petit Papa Noël, DJ Pinocchio, etc.
Sous le même nom sont aussi commercialisés deux albums studio : Mon Alboum ! en 2005, et Magic Pinocchio, en 2007. Le premier est arrivé 35e des ventes d'album en France. Le personnage est accompagné de sa grenouille et de son amie virtuelle Marilou, et un single sort également sous le nom de cette dernière. Le personnage de Pinocchio est aussi connu hors de France avec les singles Klick klack, Last uns lachen, etc.

## Mon Alboum!(2005-2006)
Le 9 juillet 2005, le premier single Pinocchio fait son entrée à la 19e place du Top 50. La chanson se nomme T'es pas cap Pinocchio. Elle atteint, 3 semaines plus tard, la 2e position. Le titre reste 39 semaines dans le Top 100 des singles et 19 semaines dans le Top 20. Dans le clip et sur la pochette figure une jeune fille blonde, Marilou, l'« amoureuse » de Pinocchio.
Le 22 octobre de la même année, un deuxième single, intitulé Pinocchio en hiver (Kalinka), entre à la 8e position du Top 50, ce qui reste son meilleur classement. En tout, le single reste 22 semaines dans le Top 100 des singles les plus vendus en France, ce qui permet aux exploitants de placer deux singles dans le Top 10 en même temps.
Le 12 novembre 2005 sort un premier single Pinocchio, une reprise du classique Petit Papa Noël. Le titre se classe 7e en France durant la première semaine de son exploitation. En plus de cela, le single rentre dans les classements quatre ans de suite, pendant la période de Noël. Ainsi, à la fin de 2006, il se classe 14e, en 2007, 29e et en 2008, le titre est 41e.
Une semaine plus tard, le 19 novembre 2005, le premier album est commercialisé. Il se nomme Mon Alboum ! et comporte 14 pistes, dont le single Mon cœur fait boom boom de Marilou. L'album se place à la 38e position lors de la semaine de sa sortie. La semaine suivante, l'opus arrive à la 35e place, ce qui est sa meilleure position. L'album reste 23 semaines dans le Top 200 des ventes d'album et passe sa dernière à la 185e position.
Le dernier extrait de l'album, intitulé DJ Pinocchio, obtient un succès bien plus modéré : le titre n'atteint seulement la 36e place et reste 4 semaines dans le Top 50. Cependant, il atteint la 5e position en Belgique francophone.

## Magic Pinocchio(2007)
Le 10 mars 2007, un premier extrait du second album estampillé Pinocchio apparaît sur le marché français. Le titre se nomme Pinocchio le clown et il se classe 20e à sa sortie. La chanson totalise 24 semaines dans le Top 100 des ventes de singles. Pinocchio le clown arrive aussi 7e en Belgique francophone.
Deux semaines plus tard sort l'album Magic Pinocchio, contenant dix titres. Il atteint la 195e position la première semaine de sa commercialisation en France et disparaît du Top 200. L'album se classe 50e en Autriche.
Le second et dernier single de l'album, intitulé L'Oiseau électrique, sorti le 25 août 2007, arrive 38e en France et chute rapidement : le single reste 17 semaines dans le Top 100 dont 2 dans le Top 50. Cette chanson est une ballade, une première pour un produit d'ordinaire plutôt orienté vers la pop ou l'électro-dance.

## Best-ofetEP

### On va sauver la planète(2007)
On va sauver la planète est le premier best-of de Pinocchio, sorti en décembre 2007. Il se compose de deux disques. Le premier est un DVD vidéo écologique-éducatif dans lequel sont mis en scène plusieurs problématiques concernant la Terre, et sont proposées des solutions pour les résoudre. Le second est un CD audio comportant neuf titres Pinocchio, dont les six singles.

### Chante Noël(2008)
Chante Noël, sorti en Janvier 2008, est le premier EP de Pinocchio. Le disque comporte cinq titres sur le thème de Noël, dont les classiques Petit Papa Noël, Vive le vent et Douce nuit. L'EP, sorti après les fêtes de fin d'année, ne rentre dans aucun classement.

## Marilou, son amie
Pinocchio est toujours accompagné de son amie Marilou, qui est aussi une chanteuse virtuelle interprétée par Albane Juarez-Nicolas
Marilou chante deux chansons sur Mon Alboum ! de Pinocchio : Un duo avec lui sur la chanson Petit papa Noël, qui arrive 7e en France et son premier single en solo, Mon cœur fait Boom Boom. Ce single sort le 1er avril 2006 et atteint, la semaine de sa sortie, la 33e position. En tout, le titre reste 3 semaines dans le Top 50 et 12 dans le Top 100 des ventes de singles en France, sans aucune sorties. Le titre arrive aussi 5e en Belgique francophone.
Dans le second album de Pinocchio, Magic Pinocchio, Marilou chante Bonne nuit Pinocchio, son deuxième titre en solo. Cependant, le titre n'est pas commercialisé en tant que single. Cette chanson est une ballade.

## Discographie

### Classements des albums
| Année | Titre           | Meilleur classement | Meilleur classement | Meilleur classement |
| Année | Titre           | FRA                 | WAL                 | SUI                 |
| ----- | --------------- | ------------------- | ------------------- | ------------------- |
| 2005  | Mon Alboum !    | 35                  | 11                  | —                   |
| 2007  | Magic Pinocchio | 122*                | —                   | —                   |

* 196 en 2007, 122 en 2012

#### Albums allemands
| Année | Titre           | Meilleur classement | Meilleur classement | Meilleur classement |
| Année | Titre           | DEU                 | AUT                 | SUI                 |
| ----- | --------------- | ------------------- | ------------------- | ------------------- |
| 2006  | Mein Album!     | 24                  | 16                  | 27                  |
| 2007  | Magic Pinocchio | —                   | 50                  | —                   |

### Classements des singles
| Année | Titre                                 | Meilleur classement | Meilleur classement | Meilleur classement | Album           |
| Année | Titre                                 | FRA                 | WAL                 | SUI                 | Album           |
| ----- | ------------------------------------- | ------------------- | ------------------- | ------------------- | --------------- |
| 2005  | T'es pas cap Pinocchio                | 2                   | 2                   | 16                  | Mon Alboum !    |
| 2005  | Pinocchio en hiver (Kalinka)          | 8                   | 12                  | 40                  | Mon Alboum !    |
| 2005  | Petit Papa Noël (Pinocchio & Marilou) | 7                   | 17                  | 23                  | Mon Alboum !    |
| 2006  | Mon cœur fait boom boom (Marilou)     | 33                  | Tip: 5              | —                   | Mon Alboum !    |
| 2006  | DJ Pinocchio                          | 36                  | Tip: 5              | —                   | Mon Alboum !    |
| 2007  | Pinocchio le clown                    | 20                  | Tip: 7              | —                   | Magic Pinocchio |
| 2007  | L'Oiseau électrique                   | 38                  | —                   | —                   | Magic Pinocchio |

#### Singles en allemand
| Année | Titre                          | Meilleur classement | Meilleur classement | Meilleur classement | Album           |
| Année | Titre                          | DEU                 | AUT                 | SUI                 | Album           |
| ----- | ------------------------------ | ------------------- | ------------------- | ------------------- | --------------- |
| 2006  | Klick klack                    | 3                   | 4                   | 5                   | Mein Album!     |
| 2006  | Pinocchio in Moskau (Kalinka)  | 37                  | 25                  | 53                  | Mein Album!     |
| 2006  | DJ Pinocchio (spielt die Hits) | 100                 | —                   | —                   | Mein Album!     |
| 2007  | Lasst uns lachen               | 60                  | 53                  | —                   | Magic Pinocchio |